# متين تشكمز
متين تشكمز (بالتركية: Metin Çekmez)‏ (26 تموز 1945 إسطنبول - 25 أغسطس 2021) وممثل سينما وتلفزيون ومسرح تركي مخضرم، مثل في عدة مسلسلات تركية، منها مسلسل ويبقى الحب وأسميتها فريحة و20 دقيقة ولعبة القدر.

## روابط خارجية
- متين تشكمز على موقع IMDb (الإنجليزية)
- متين تشكمز على موقع ألو سيني (الفرنسية)
- متين تشكمز على موقع قاعدة بيانات الفيلم (الإنجليزية)
- متين تشكمز على موقع كينوبويسك (الروسية)